# Centrolophus niger

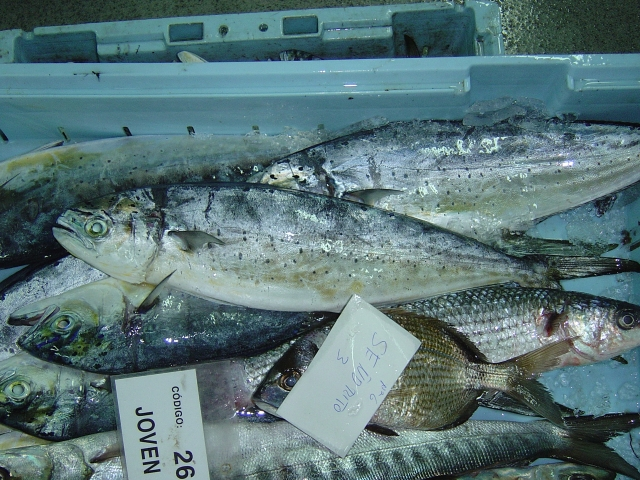
Recién pescado.

El romerillo (Centrolophus niger) es una especie de pez actinopeterigio marino, la única del género monotípico Centrolophus de la familia de los centrolófidos.

## Morfología
Aunque por lo general no supera los 60 cm de longitud total, puede llegar a alcanzar los 150 cm de longitud estándar (sin incluir la aleta caudal). Cuerpo de color marrón oscuro a negro, ocasionalmente casi azulado, con el hocico ligeramente más largo que el diámetro del ojo; las aletas mediana y pélvica más oscuras que el cuerpo; joven con 2 a 4 barras verticales.

## Hábitat
Su hábitat natural es epipelágico y mesopelágico marino de clima templado. Es una especie de aguas profundas que prefiere un rango de profundidad entre los 40 m y los 1050 m, aunque más normalmente se le encuentra entre los 300 m y los 700 m.
Los juveniles que se encuentran en aguas superficiales y asociados con medusas y salpas pelágicas, donde pueden formar pequeños bancos, mientras que los adultos son encontrados más profundos. Parece alimentarse de lo que esté disponible: peces pequeños, calamares, crustáceos pelágicos grandes y otros tipos de plancton.

## Distribución geográfica
Se encuentra en aguas templadas del océano Atlántico norte, en el oeste desde Canadá hasta Massachusetts (Estados Unidos) y en el este, incluyendo el mar Mediterráneo. También distribuido por casi todos los océanos del sur: en el océano Atlántico sur, océano Índico y suroeste del océano Pacífico, lo que excluye las zonas tropicales (distribución antitropical).

### Obras generales
- Eschmeyer, W.N., ed. (1998), Catalog of Fishes (CD), Special Publication of the Center for Biodiversity Research and Information (en inglés), 1-3 (1), San Francisco, California (EUA): California Academy of Sciences, ISBN 9780940228474.
- Helfman, G.; Collette, B.; Facey, D. (1997), The diversity of fishes (en inglés), Malden, Massachusetts (EUA): Blackwell Science, ISBN 9780865422568.
- Hoese, D.F. (1986),  Smith, M.M; Heemstra, P.C., eds., Smiths' sea fishes (en inglés), Berlín (Alemania): Springer-Verlag, ISBN 9783540168515.
- Moyle, P.; Cech, J. (2004), Fishes: An Introduction to Ichthyology (en inglés) (5.ª edición), Upper Saddle River, Nueva Jersey (EUA): Pearson Prentice-Hall, ISBN 9780131008472.
- Nelson, J. (2006), Fishes of the World (en inglés) (4.ª edición), Nueva York (EUA): John Wiley and Sons, ISBN 9780471250319.
- Wheeler, A. (1985) [Primera edición en 1900], The World Encyclopedia of Fishes (en inglés) (2.ª edición), Londres: Macdonald, ISBN 9780356107158.